# Wirus onkolityczny
Wirus onkolityczny – zmodyfikowana genetycznie jednostka wirusowa, której zadaniem jest infekowanie i niszczenie komórek nowotworowych.